# Butte Creek (Tuya River)
Der Butte Creek ist ein orographisch rechter Nebenfluss des Tuya River im Nordwesten der kanadischen Provinz British Columbia. Das Quellgebiet des Butte Creek befindet sich in der Tuya Range, einem Höhenzug im Westen der Cassiar Mountains. Er bildet den Abfluss des Butte Lake und fließt nach Süden in den Tuya Lake. Der Butte Creek stellt die westliche Grenze zum Tuya Mountains Park dar.